# Albiolo
Albiolo (en lombardo: Albiöö) es un municipio italiano de la provincia de Como, en la región de la Lombardía. El municipio cuenta con 2 260 habitantes, quienes son llamados comúnmente "curbatt", es decir "cuervos".

## Administración
- Alcalde: Mario Bernasconi.
- Fecha asunción: 8 de junio de 2009.
- Partido: Lista cívica (Nuova Albiolo).
- Teléfono municipal: 031 806428.
- Correo electrónico del municipio: info@comune.albiolo.co.it

## Evolución demográfica
| Gráfica de evolución demográfica de Albiolo entre 1861 y 2001 |
|                                                               |
| Fuente de ISTAT. Elaboración gráfica de Wikipedia             |